# Хор (телесеріал)
«Хор» (англ. Glee, у перекл. «багатоголосий спів») — телесеріал з елементами мюзиклу, драми та комедії, прем'єра якого відбулася у 2009—2015 роках на каналі Fox у США та Канаді. У центрі сюжету — шкільний естрадний хор «Нові напрямки» (англ. New Directions), створений у вигаданій середній школі Вільяма Маккінлі в Лаймі, штат Огайо. Сюжетні лінії зачіпають відносини між хористами, серед яких вісім головних героїв, керівником хору та за сумісництвом викладачем іспанської мови, а також владним керівником шкільної команди підтримки, яка намагається закрити хор.
Авторами серіалу є Раян Мерфі, Бред Фелчак та Йен Бреннан. Пілотний епізод був показаний 19 травня 2009 року, відразу після фіналу шоу American Idol. Другий епізод вийшов 9 вересня 2009 року, а останній епізод першого сезону — 9 червня 2010 року. Другий сезон транслювався з 21 вересня 2010 по 24 травня 2011 року, третій сезон — з 20 вересня 2011 року по 22 травня 2012 року. Підбір акторів проводився на основі рівня вокальних й акторських здібностей через особливості шоу, що наближують його формат до мюзиклу. Композиції, виконані в серіалі, здобули популярність. Загалом було продано понад 42 млн копій синглів та 21 млн альбомів; понад 200 випущених композицій та синглів займали місця в чарті Billboard Hot 100, що є найвищим результатом з часів The Beatles та Елвіса Преслі.
Серіал отримав переважно схвальні відгуки критиків, був номінований на 19 премій «Еммі», чотири премії «Золотий глобус», шість премій «Супутник» та 57 інших номінацій. «Хор» двічі став лауреатом премії «Золотий глобус» в категорії «Найкращий серіал — комедія або мюзикл» — у 2010 та 2011 роках; у 2010 році актор Крістофер Колфер був зазначений у категорії «Найкраща чоловіча роль другого плану — мінісеріал, телесеріал або телефільм». Акторка Джейн Лінч здобула премію «Еммі» «За найкращу жіночу роль другого плану в комедійному телесеріалі», Ніл Патрік Гарріс — премію «Еммі» у категорії «Найкращий запрошений актор в комедійному телесеріалі», а у 2011 році — Гвінет Пелтроу здобула премію «Еммі» в категорії «Найкраща запрошена акторка у комедійному телесеріалі».

## Сюжет
Один з головних героїв Вілл Шустер, вчитель іспанської мови, організовує хор, що займається постановкою мюзиклів. Спочатку колектив привертає увагу учнів, що піддаються знущанням з боку однокласників. Шустер піднімає авторитет хору, тож незабаром до нього приєднуються й інші учні. Поступово стаючи командою, хористи стають впевненішими у собі та виробляють імунітет до стереотипної кастової шкільної системи, що ділить учнів на «популярних» та «невдах».

## Акторський склад та персонажі

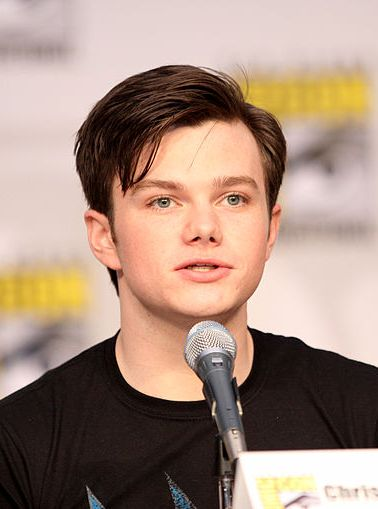
Актор Кріс Колфер зіграв роль гея-контртенора Курта Гаммела

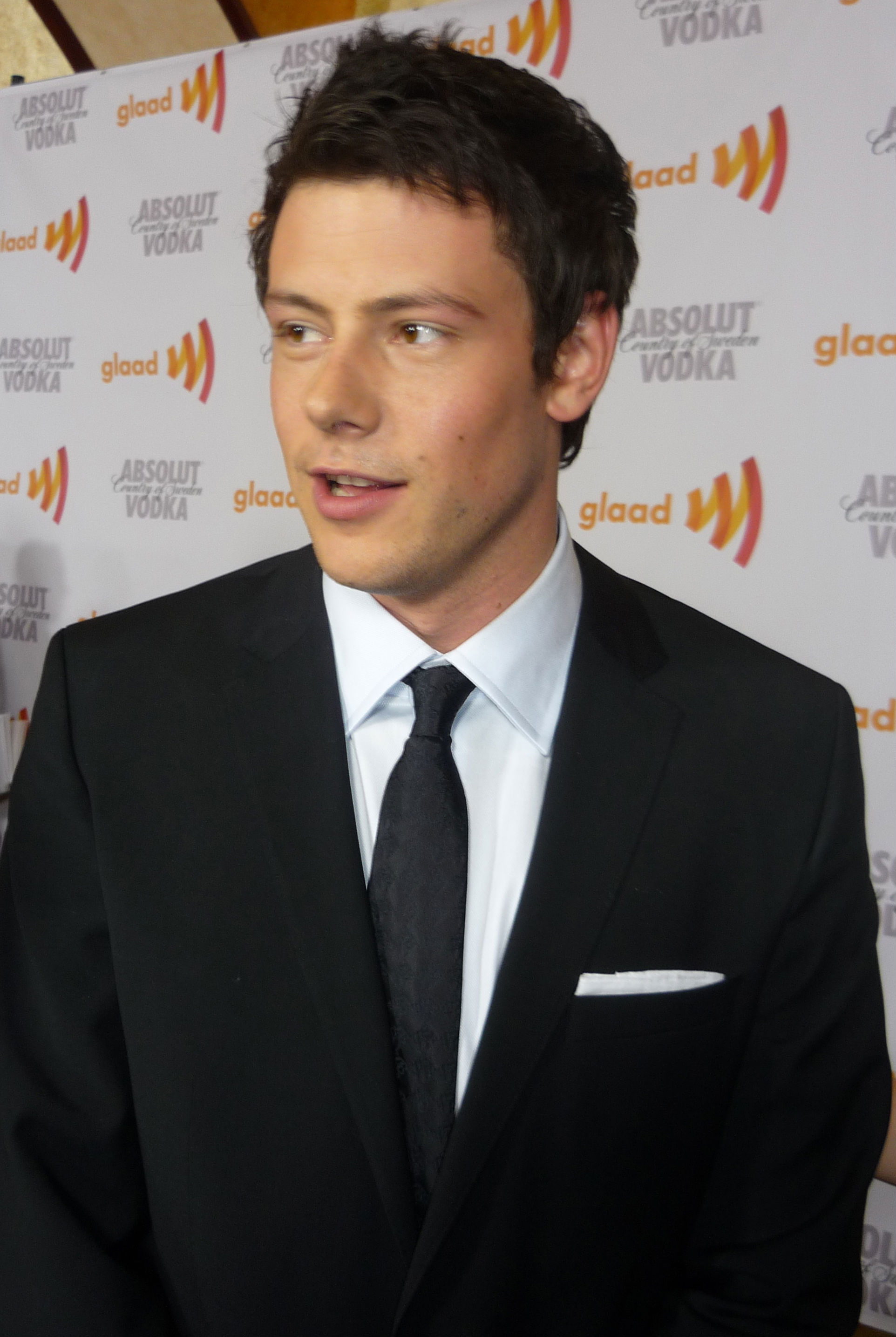
Роль Фінна Хадсона дісталась Корі Монтейту

Під час кастингу один з авторів серіалу Раян Мерфі шукав акторів, в яких могло б з'явитись прагнення до виконання театральних ролей. Замість традиційних дзвінків він провів три місяці, спостерігаючи за артистами Бродвею, де помітив Метью Моррісон та, вразившись його грою у мюзиклах «Hairspray» та «The Light in the Piazza», запропонував йому роль у серіалі. Там же Мерфі знайшов Лію Мішель, яка грала у постановці «Весняне пробудження» та Дженну Ашковіц, що грала у мюзиклі «Король та я».
Ті, хто приходили на звичайний кастинг, окрім демонстрації акторських навичок повинні були продемонструвати вокальні та хореографічні номери. Крістофер Колфер, котрий до серіалу не мав професійного акторського досвіду, прослуховувався на роль Арті Абрамса та виконав композицію «Mr. Cellophane» з бродвейського мюзиклу «Чикаго», однак кастинг-директори були настількі вражені його вокальними даними, що персонаж Курт Гаммел був написаний спеціально для Колфера.. Акторка Джейма Мейс під час прослуховування виконала пісню «Touch-a, Touch-a, Touch-a, Touch Me» з мюзиклу Шоу жахів Роккі Хоррора, а Корі Монтейт через свого агента передав авторам серіалу відеозапис, на якому він олівцями грає на імпровізованій барабанній установці з контейнерів для їжі. Раян Мерфі оцінив відео, однак зауважив, що хотів би почути вокал Монтейта, та як це один з критеріїв для отримання ролі у шоу. Монтейт записав виконання композиції «Can't Fight This Feeling» американського рок-гурту REO Speedwagon, а пізніше взяв участь у «живому» прослуховуванні в Лос-Анджелесі. Актор Кевін Макхейл прийшов на кастинг разом зі своїм гуртом, однак з чотирьох учасників роль отримав лише Макхейл, що Мерфі пізніше пояснив небажанням брати забагато акторів одного типажу, так як шоу є різнонаправленим. Акторка Джейн Лінч спершу розглядалась як запрошена зірка у серіалі, однак пілотний епізод її спільного з Деймон Уейанс серіалу для ABC провалився, тож Лінч підписала контракт на постійну роль другого плану в «Хорі», хоча її персонаж є одним з найхаризматичніших у серіалі та в декількох серіях був висунутим на передній план. У контракті акторки було зазначено, що її героїня може розраховувати на одну з головних ролей в повнометражному фільмі за мотивами серіалу, однак Мерфі вирішив відмовитись від знімання художнього фільму та випустити концертний документальний фільм, котрий вийшов 12 серпня 2011 року.

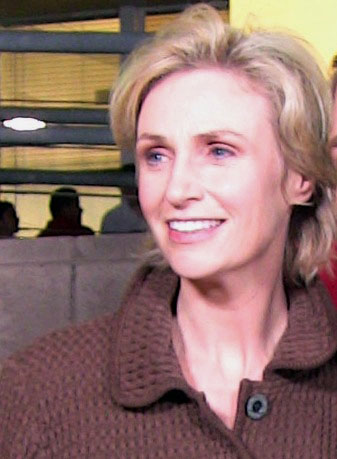
Акторка Джейн Лінч зіграла роль тренера команди підтримки Сью Сільвестр

Врешті, в головному касті «Хору» опинились п'ятнадцять акторів на постійні ролі. Моррісон отримав роль Вілла Шустера — викладача іспанської мови та за сумісництвом керівника шкільного хору; Джейн Лінч отримала персонажа Сью Сільвестр — владного тренера шкільної команди підтримки, яка конфліктує з Віллом Шустером та має намір закрити хоровий клуб; Мейс здобула роль Еммі Пілзбері — молодого шкільного психолога, що страждає на невроз нав'язливого стану та небайдуже ставиться до Вілла Шустера; роль дружини Шустера (пізніше — колишньої дружини), Террі Шустер, отримала Джессалін Гілсіг. Серед хористів роль Рейчел Беррі, лідируючої солістки колективу та мішені для насмішок однокласників, досталась Лії Мішель, а Монтейт здобув роль Фінна Хадсона — верхівки шкільної соціальної ієрархії, головного соліста хору та капітана футбольної команди; Ембер Райлі приєдналась до складу в ролі Мерседес Джонс — темношкірої учениці з сильним голосом, котра часто виявляє невдоволеність з приводу відсутності у неї сольних партій; Кріс Колфер зіграв Курта Гаммела — відкритого гея, котрий терпить приниження з боку інших студентів та завдяки своєму контратенору іноді виконує у хорі жіночі партії; Макхейлу дісталась роль Арті Абрамса — учня з параліччю нижніх кінцівок, що пересувається на інвалідному візку; Ашковіц отримала роль Тіни Коен-Чанг, американки корейського походження, котра вдає, що має мовний дефект; Марк Саллінг з'явився у серіалу як Ной «Пак» Пакерман, напарника Фінна по футбольній команді, котрий пізніше також приєднається до хору; Діанна Агрон здобула роль Квін Фабре — капітана команди підтримки та пізніше однієї з хористок; Ная Рівера та Хізер Морріс отримали ролі другопланових персонажів Сантани Лопез та Брітані С. Пірс відповідно, котрі в другому сезоні були висунуті на передній план. Майк О'Меллі зіграв Барта Гаммела — батька Курта, котрий у другому сезоні також отримав постійну роль.
У третьому сезоні Мерфі вирішив висунути на передній план двох персонажів, що з'явились у другому сезоні — танцюриста та співака Майка Чанг, роль якого грає Гаррі Шам-молодший та бойфренда Курта з академії Далтон Блейна Андерсона, котрого грає Даррен Кріс. В червні 2011 року Мерфі заявив, що по закінченню третього сезону акторський склад частково зміниться, так як за сюжетом частина персонажів закінчить навчання у школі, однак Бред Філчак уточнив, що по закінченню навчання у школі персонажі не пропадуть із серіалу. В даний момент точно відомо, що Лінч та Моріссон з'являться в ролі своїх персонажів і у четвертому сезоні. У третьому сезоні стало відомо, що не всі персонажі серіалу є випускниками та покинуть школу після закінчення сезону. Зокрема, в першому та другому епізодах Арті, Тіна та Блейн заявили, що вони на рік молодше своїх колег по хору.

## Створення

### Концепція

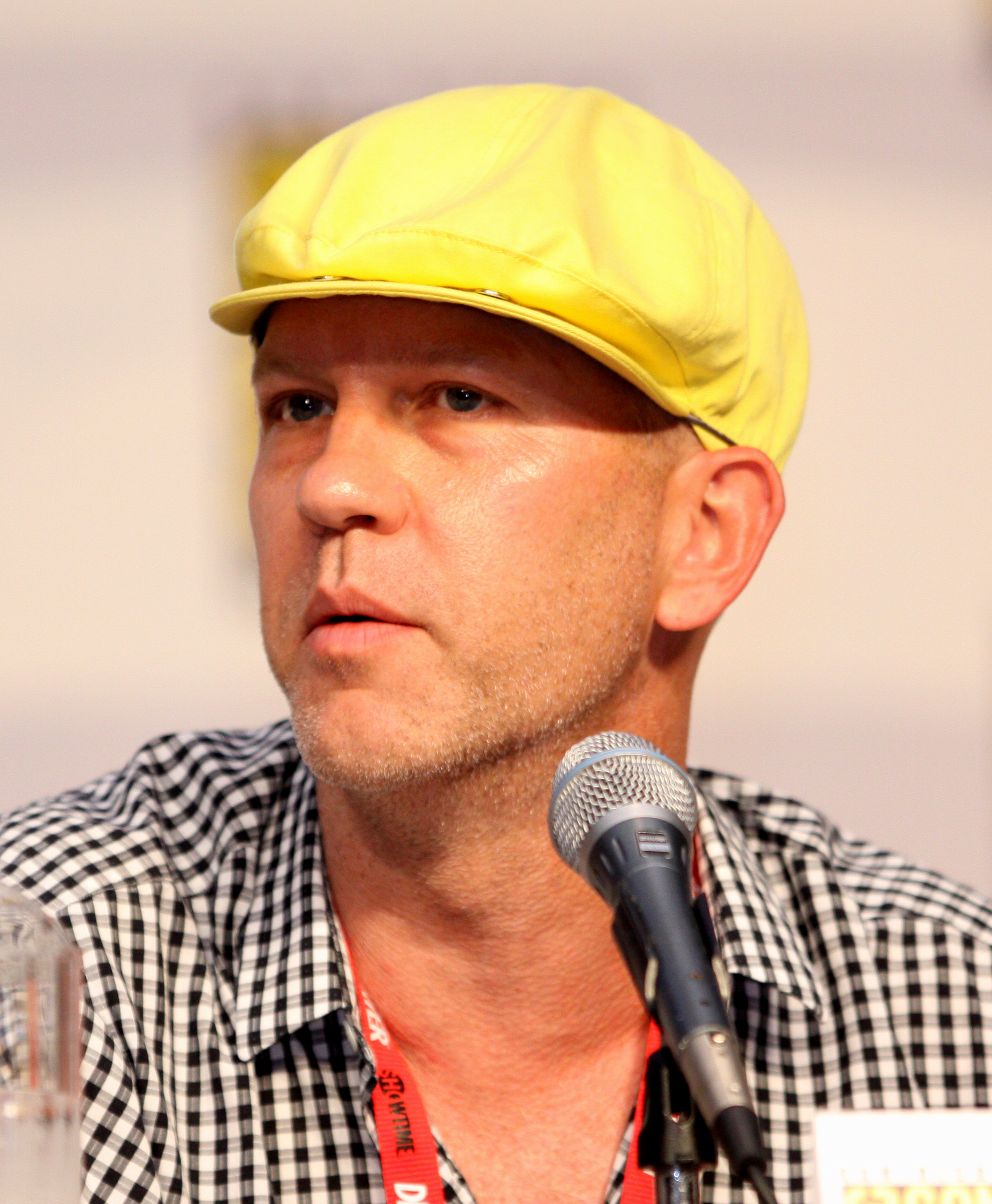
Раян Мерфі — режисер і один з авторів ідеї серіалу

Ідея телесеріалу народилася у сценариста та режисера Ієна Бреннана на основі власного досвіду як учасника хорового клубу середньої школи Проспект в місті Маунт-Проспект, штат Іллінойс. Спочатку Бреннан планував випустити «Хор» як фільм, а не телесеріал, і перший сценарій для нього був підготовлений на початку 2005 року, але інтерес до проекту не з'являвся протягом наступних кількох років. Майк Новик, телевізійний продюсер і друг Бреннана, передав копію сценарію Раяну Мерфі. Мерфі, який сам у школі мав відношення до хору, схвалив сценарій та запропонував своєму другові й колезі Бреду Фелчаку почати зйомки телевізійного шоу. Сценарій Бреннана був частково переписаний, і вже через 15 годин після надання його на розгляд телеканалу Fox проект був схвалений. Мерфі прокоментував концепцію нового серіалу, порівнявши його з популярним проектом American Idol, який покликаний зацікавити глядачів музикою. Мерфі та Фелчак стали продюсерами серіалу, а Бреннан разом з Новиком стали виконавчими продюсерами. Сценарій перших двох сезонів був написаний Бреннаном, Фелчаком та Мерфі.
Дія телесеріалу відбувається в місті Лайма, штат Огайо. Мерфі вибрав саме Середній Захід, оскільки сам виріс в Індіані, і це нагадувало йому тематичний парк Kings Island в Огайо, що він відвідував у дитинстві. Хоча дія відбувається в Лаймі, зйомки серіалу проходять в Голлівуді, на студії Paramount Studios. Мерфі розповів, що ніколи не бачив фільм «Класний мюзикл», з яким часто порівнюють «Хор», і його інтерес як одного з шоуранерів полягав у створенні «постмодерного мюзиклу», деякою мірою схожого з форматом бродвейського «Чикаго». За словами Мерфі, шоу стало успішним завдяки своїй відмінності від інших трансльованих телепередач та серіалів — про адвокатів, поліцейських або наукову фантастику. Також, за його словами, «Хор» має намір займати ефір щонайменше протягом трьох років.
Більшість серій написані та зрежисовані Раяном Мерфі, Ієном Бреннаном та Бредом Фелчаком. Протягом перших двох сезонів сценарій епізодів повністю знаходився у їх віданні, а як режисери кілька разів були запрошені Альфонсо Гомес-Реджон, Адам Шенкман, Ерік Штольц, Елоді Кіні, Періс Барклай, Джосс Уідон та інші. Більшу частину матеріалу для Сью Сільвестр пише Бреннан, для Курта — Раян Мерфі, а Фелчаку належать ідеї більшості сцен між Куртом та Бартом Хаммела. Починаючи з третього сезону до команди сценаристів приєдналися Елісон Адлер, Марті Нокстон, Майкл Хічкок та інші, а четвертий епізод третього сезону, «Pot of Gold», став першим епізодом серіалу, випущеним без участі тріо творців.

### Музика та хореографія
Персонажі серіалу виконують кавер-версії різних пісень. За словами Мерфі, відповідального за вибір пісень, він намагався дотримати баланс між хітами з чартів та оригінальними композиціями, складеними спеціально для шоу:
|  | «Я хочу, щоб у кожному епізоді було що-небудь для кожного глядача. Збалансувати все це — дуже каверзна, але в той же час важлива справа. Вибір пісень є невід'ємною частиною розвитку сюжету. У кожного епізоду є своя тема. Після того, як сюжет написаний, я вибираю пісні, які сприяють розвитку історії». |

В інтерв'ю 2010 року Кріс Колфер зазначив:
|  | «Пару разів я приходив до Раяна Мерфі та розповідав йому історію-іншу зі свого життя, і він використовував її, як матеріал для шоу. Або він запитував мене, яку пісню я хотів би заспівати в тій чи іншій ситуації. Не думаю, що хтось з нас намагається безпосередньо вносити свій внесок у створення персонажів та історії, але вони безумовно запозичують у нас деякі речі». |

У другому сезоні, в спробі догодити вікової групі від 18 до 49, з'явилися зрушення в бік більш широкого використання пісень зі списку сорока найпопулярніших пісень чартів США.
Мерфі був здивований, як легко звукозаписні лейбли дозволили використовувати їх композиції в шоу, і прокоментував це:
|  | «Мені здається, справа в тому, що їм сподобалася суть того, що ми робимо. Їм сподобалося, що це шоу про оптимізм та (здебільшого) дітей, що представляють те, що стало класикою, новій аудиторії» |

Мала частина виконавців відмовила в дозволі на використання їхньої музики, серед них: Браян Адамс, Guns N' Roses і Coldplay. Проте в червні 2010 року Coldplay переглянули своє рішення і дали «Хору» права на використання свого каталогу. Адамс написав у своєму акаунті в Twitter, що продюсери серіалу ніколи не питали в нього дозволу, і настійно порадив їм «підходити до телефону». Композитор та музикант Біллі Джоел запропонував безліч своїх пісень для використання в шоу, а інші виконавці запропонували використовувати свої пісні безкоштовно. Серія альбомів з саундтреком до «Хору» була випущена лейблом Columbia Records. Пісні, присутні в шоу, доступні для скачування за допомогою iTunes аж до двох тижнів перед виходом нових епізодів в ефір, а також за допомогою інших цифрових торгових мереж та операторів мобільного зв'язку тижнем пізніше. Музичний продюсер серіалу Адам Андерс додав до шоу оригінальну музику, включаючи дві оригінальних пісні «Loser Like Me» і «Get It Right» в епізоді «Original Song» від 15 березня 2011 року.
Хореографом «Хору» є Зак Вудлі, і в кожному епізоді серіалу присутні від чотирьох до восьми танцювальних номерів. Мерфі вибирає пісню, натомість правовими питання з видавцями займаються адміністратори, а музичний продюсер Адам Андерс аранжує її для акторського складу серіалу. Проводиться попередній запис, під час якої Вудлі розробляє супроводжуючі танцювальні партії, які потім розучуються акторами та знімаються. Після цього відбувається студійний запис треків. Процес починається за шість-вісім тижнів до початку зйомок і може закінчитися за день до нього. На створення кожного епізоду, за заявою творців, йде щонайменше 3 мільйони доларів і до десяти днів зйомки через складну хореографію. Наприкінці 2010 року Блум заявив, що процес був ще коротше, «всього лише кілька тижнів». при створенні другого сезону видавці та звукозаписні лейбли запропонували творцям прослуховувати передбачувані до використання пісні заздалегідь, таким чином, виробництво починається ще до врегулювання правових питань.

### Реклама та просування
Перед прем'єрою другого епізоду акторський склад «Хору» поїхав в тур, концерти якого проходили і в декількох магазинах Hot Topic по всій країні. Актори співали національний гімн США на третій грі Головної ліги бейсболу серії 2009 року. Вони також були запрошені компанією Macy's для виступу на щорічному параді, проведеному компанією на честь Дня подяки, але телеканал NBC перешкодив цьому з причини трансляції «Хору» в конкуруючій мережі. Мерфі відреагував на це таким чином: «Я чудово розумію позицію NBC і не можу дочекатися, коли ж Джей Лено зрозуміє, яку помилку він допустив».
Метью Моррісон, Джейн Лінч, Ліа Мішель, Корі Монтейт і Кріс Колфер озвучили своїх персонажів — Уілла, Сью, Рейчел, Фінна та Курта відповідно в камео-ролях епізоду «Шоу Клівленда», показаного 16 січня 2011 року. Мішель, Монтейт та Ембер Райлі з'явилися в прем'єрному епізоді двадцять другого сезону «Сімпсонів».
Лінч, Колфер, Монтейт та Райлі взяли участь у церемонії MTV Video Music Awards 12 вересня 2010 року. Коли Діанна Агрон, Ліа Мішель і Корі Монтейт взяли участь у відвертій фотосесії для листопадового номера журналу GQ, на шоу посипався шквал негативної критики від організації PTS (англ. Parents Television Council, рос. Батьківський телевізійний рада). Президент PTS Тім Вінтер зазначив, що у «Хору» багато юних глядачів і, «погоджуючись з такою, майже порнографічною демонстрацією, творці серіалу показали, чого вони очікують від розвитку шоу. І це не добре для сімей».
На постерах першого сезону зображені актори, правою рукою показують знак «L», вставлений на місце букви L в слові «glee». На постерах другого сезону актори, які стоять парами, кидають в камеру заморожений фруктовий коктейль (англ. slushies), який регулярно фігурує в серіалі. У той час, як концертний тур Glee Live! In Concert!  розпочався 15 травня 2010 року і проходив у чотирьох містах США, продовжуючи до кінця місяця, друга його версія з практично цілком оновленим сет-листом проходила протягом чотирьох тижнів з 21 травня по 18 червня 2011 на території США і Канади, а після ще дванадцять днів тривала у Великій Британії та Ірландії з 22 червня по 3 липня 2011 року. Також склад серіалу виступав у сьомому сезоні британського телешоу The X Factor 5 грудня 2010 року.

#### Glee Live! In Concert!
Натяки на концертний тур з'явилися в мікроблогах Twitter кількох учасників на початку 2010 року, проте офіційний анонс відбувся лише 1 березня 2010 року на каналі Fox. Завдяки успіху шоу, навесні 2010 року склад відправився в більш масштабний тур — Glee Live! In Concert! — після закінчення першого сезону, відвідавши Фінікс, Чикаго, Лос-Анджелес та Нью-Йорк і Роусмонт. «Пішла настільки негайна реакція шанувальників на наше маленьке шоу, що ми хотіли віддячити їх наживо та особисто», — комментріует Раян Мерфі. Крім того, артисти записали кавер-версію пісні «Last Christmas» дуету Wham!, яка була випущена як сингл наприкінці 2009 року, але не була показана в серіалі аж до епізоду «A Very Glee Christmas» 10 грудня 2010 року. Як «розігрів» разом з акторами виступав танцювальний колектив The LXD, в якому бере участь Гаррі Шам-молодший, в серіалі виконавець ролі Майка Чанга. Хореограф Крістофер Скотт, який працював як з основними акторами, так і з групою танцюристів, зазначив, що шоу відрізнялося від серіалу здебільшого саме через співпрацю з The LXD. Друга частина туру вже з сет-листом другого сезону і з трьома новими акторами — Дарреном Кріссом, Кордом Оверстрітом та Ешлі Фінк — стартувала в травні 2011 року і пройшла у вісімнадцятьох містах США та трьох містах Європи — Дубліні, Манчестері та Лондоні, завершившись на початку липня. Тур отримав схвальні відгуки преси, а також досяг комерційного успіху: у Північній Америці першу частину туру побачили більше 70 000 осіб, а сума, отримана від продажу квитків, перевищила $ 5 млн, що поставило Glee Live! In Concert! на дев'ятий рядок у списку «гарячих турів» 2010 року журналу Billboard. Загальні збори за 44 виступи склали більше $ 45 млн з 99 % проданих квитків.

## Трансляції
Перший сезон серіалу складається з 22 серій. Пілотний епізод був випущений в ефір 19 травня 2009 року. Подальша трансляція була продовжена з 9 вересня 2009 року, і серіал виходив в ефір щосереди в 21:00 до 9 грудня 2009 року, всього вийшло тринадцять епізодів. 21 вересня 2009 року ще дев'ять епізодів першого сезону були замовні Fox, перший з них вийшов в ефір 13 квітня 2010 року. Ці епізоди виходили в ефір по вівторках в 21:00. 11 січня 2010 року було оголошено, що Fox затвердили випуск другого сезону. Його виробництво почалося в червні 2010 року, а показ стартував 21 вересня 2010 року з виходом серій в ефір у 20:00 по вівторках. Всього другий сезон налічує 22 епізоди. Шоу було обрано Fox для заповнення вакантного тимчасового проміжку, що слідував за трансляцією матчу Супер Боул XLV 2011 року. Спочатку було заплановано пересунути шоу на 21:00 в середу так, щоб воно йшло одразу за оглядом Супер Боул. Проте пізніше рішення Fox було переглянуто, і «Хор» продовжив виходити в ефір по вівторках з метою зміцнення слабших ефірних сіток вівторка та четверга. Третій сезон був замовлений Fox 23 травня 2010. Раннє продовження серіалу одразу на кілька сезонів вперед дозволило творцям скоротити витрати та планувати написання сюжету заздалегідь. Трансляції третього сезону будуть також проходити по вівторках в 20:00.
Хор був придбаний для прокату в багатьох країнах усього світу, в тому числі в Австралії, яку артисти відвідали з рекламною кампанією перед прем'єрою серіалу у вересні 2009 року. Також шоу транслюється в Канаді. Крім цього, шоу транслюється в Новій Зеландії та Фіджі; в Південній Африці показ проводиться за допомогою прямого мовлення епізоду телекомпанією Fox в трансляційний центр M-Net в Йоганнесбурзі, а не за допомогою передачі плівок. Крім того, шоу транслюється в Великої Британії, Італії — тижнем пізніше показу в США і з італійським дубляжем — і в Литві. В Ірландії велика частина епізодів показується з двадцятигодинною затримкою порівняно з прем'єрою в США і, таким чином, є європейською прем'єрою. Серед країн Азії «Хор» транслюють такі: Філіппіни, Індія, Малайзія, Сінгапур, Індонезія та Японія. 2 липня 2011 року шоу початок транслюватися в Бразилії в мережі Rede Globo.

## Видання та пов'язана продукція

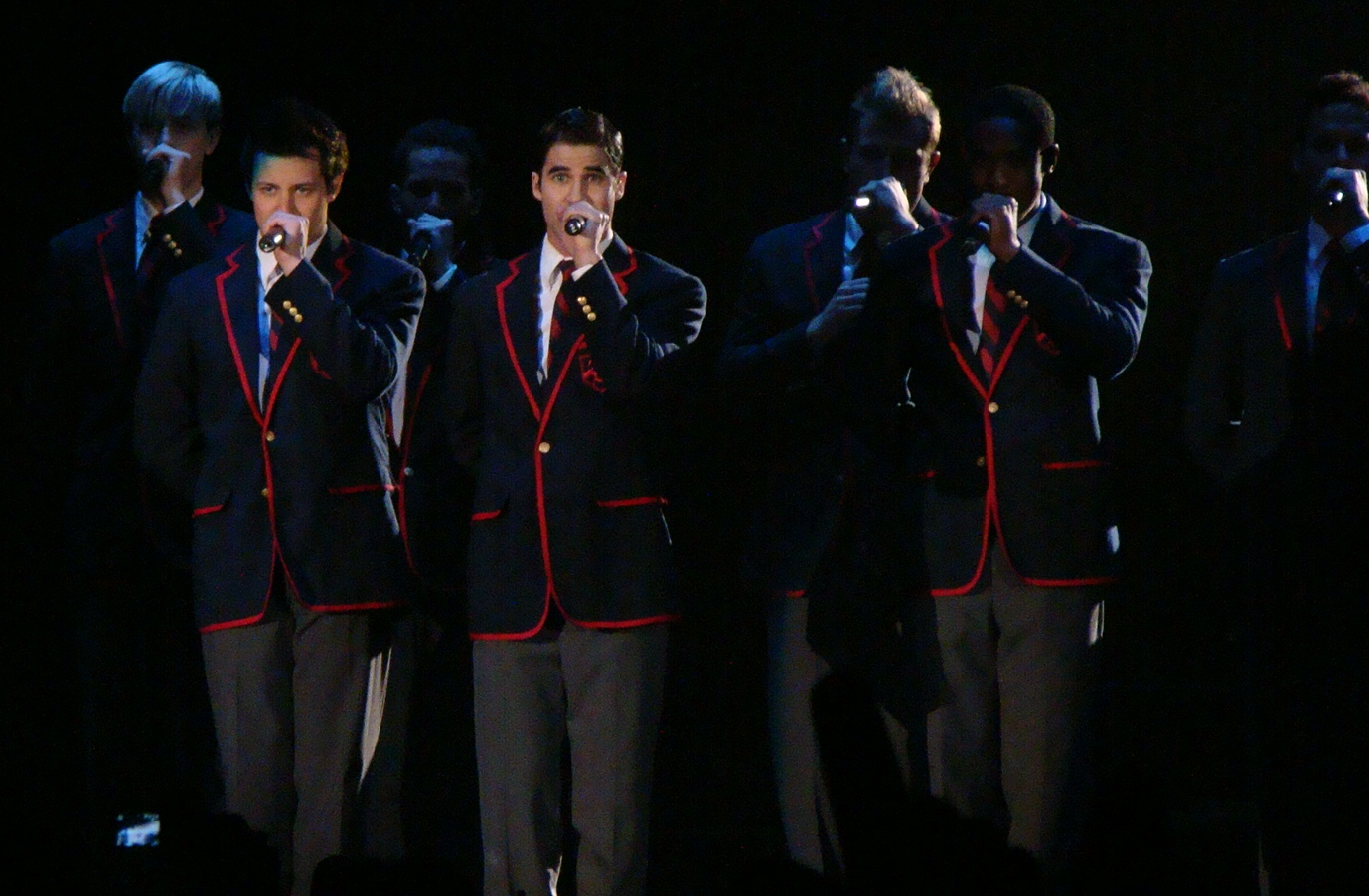
Виступ хору академії Далтон під час Glee Live! In Concert!. Композиції, виконані ними в серіалі, були випущені як окремий альбом Glee: The Music Presents the Warblers

На додаток до першого сезону «Хору» були випущені три альбоми з саундтреками: Glee: The Music, Volume 1, Glee: The Music, Volume 2 і Glee: The Music, Volume 3 Showstoppers. Два мініальбому були випущені разом з епізодами «The Power of Madonna» та «Journey to Regionals»: Glee: The Music, The Power of Madonna та Glee: The Music, Journey to Regionals відповідно. Glee: The Music, The Complete Season One , альбом-збірка, що містить всі 100 студійних записів першого сезону, був випущений ексклюзивно допомогою iTunes Store. П'ять альбомів з саундтреками супроводжували другого сезону «Хору»: Glee: The Music, The Christmas Album з різдвяними піснями та Glee: The Music, Volume 4, були обидва випущені в листопаді 2010 року; Glee: The Music, Volume 5, Glee: The Music Presents the Warblers іGlee: The Music, Volume 6 були випущені 2011 року в березні, квітні та травні відповідно. Мініальбом, названий Glee: The Music, The Rocky Horror Glee Show, був випущений разом з епізодом «The Rocky Horror Glee Show», приуроченим ко Дню Всіх Святих. Компанією Target були випущені два мініальбому з шести треків — Glee: The Music, Love Songs вийшов в останній тиждень 2010 роки і включав в себе композиції з епізоду «Silly Love Songs», і Glee: The Music, Dance Party випущений у вересні 2011 року. Другий різдвяний альбом серіалу — Glee: The Music, The Christmas Album Volume 2 — вийшов 15 листопада, одинадцятий альбом під назвою Glee: The Music, Volume 7 вийшов 6 грудня 2011 року, а дванадцятий Glee: The Music, The Graduation Album — 15 травня 2012 року.
Було випущено кілька DVD і Blu-ray бокс-сетів «Хору». Glee — Pilot Episode: Director 's Cut включає пілотний випуск та превью другого епізоду «Showmance». Glee — Volume 1: Road to Sectionals  містить перші тринадцять епізодів першого сезону, а Glee — Volume 2: Road to Regionals містить останні дев'ять. Glee — The Complete First Season  був випущений 13 вересня 2010 року. Також був випущений Glee Season 2: Volume 1 .
Видавництво Little, Brown Books на цей момент знаходиться в процесі випуску п'яти підліткових романів, пов'язаних з «Хором», які створюються у співпраці з продюсерами та творцями шоу. Три перших роману були написані Софією Лоувелл; перший, «Glee: The Beginning», був випущений в серпні 2010 року і є приквелом до подій телесеріалу. Такі романи включають «Glee: Foreign Exchange», випущений в лютому 2011, і «Glee: Summer Break», випущений в липні 2011. Окремо від підліткової серії було заплановано, що Сью Сильвестр, персонаж актриси Джейн Лінч, напише свою автобіографію у другому сезоні; Мерфі також планував, що вона буде випущена як справжня книга і Лінч поїде в тур підтримки в амплуа Сью. Але книжка не згадувалася в серіалі протягом другого сезону і не була підготовлена до випуску. 20 Century Fox Consumer Products планують випуск лінії продуктів, пов'язаної з «Хором», яка включатиме ігри, електроніку, листівки, одяг і канцелярські приналежності. Macy's запустили лінію одягу, пов'язану з серіалом, а Claire's — лінію аксесуарів.

## Реакція

### Відгуки критиків
Рейтинг серіалу на сайті Metacritic, який виставляє оцінки на основі середнього арифметичного зваженого з усіх рецензій, становить 77 балів з 100 на основі 18 оглядів критиків. Крім цього, шоу з самого початку було позитивно оцінено кіно-і телевізійними критиками. Джеймс Понівозік, оглядач видання Time, зарахував «Хор» до числа найкращих телешоу року. Він зазначив, що у серіалу були недоліки, але похвалив його амбітність та «смішний до втрати дихання» виступ Джейн Лінч у ролі Сью. Ліза Респерс Франс з CNN зазначила, що зав'язка, «що призводить катастрофи», чарівність шоу і його бравурність були достатніми, щоб залучити аудиторію. Слідом за пілотним випуском Алессандра Стенлі з The New York Times назвала шоу «на щастя, неоригінальним в дотепному, образному ключі», і знайшла персонажів стереотипними, але відзначила «сильний саркастичний пульс, який не применшує особистостей персонажів і не затьмарює акторської майстерності складу». Девід Хінклі з The Daily News висловився, що шоу «не близько до прекрасного», але «постачено приємними персонажами, хорошим почуттям гумору та майстерним впливом музики». Епізод «Wheels» викликав критику з боку комітету виконавців з обмеженими можливостями, на думку яких обрання здорового актора на роль учня-інваліда неприпустимо, на що Бред Фелчак відповів, що незважаючи на його розуміння скарги та розчарування захисників людей з обмеженими можливостями, Макхейл володів талантом, харизмою, а також здібностями актора та співака, необхідними для цієї ролі.
Після виходу епізоду «Showmance» Батьківський телевізійний рада назвала «Хор» «найгіршим шоу тижня», описавши його як «дорослий, сексуально орієнтований телесеріал, який не підходить для дітей». Ненсі Гіббс з Time писала, що знайома з думкою працюючого з молоддю проповідника, який прямо назвав серії «анти-християнськими», а також висловилася:
| Ліві лапки | Легко бачити лише свою точку зору, але якщо звернути увагу на деталі... Студенти брешуть, вони шахраюють, вони крадуть, вони відчувають хіть, сподіваються отримати прибуток з продажу кексів, змусивши студентів купувати їх під час нападу голоду після наркотичного сп'яніння. Виходить, що майже всі десять заповідей в той чи інший момент порушуються, в той час як глядачам пропонується посміятися над людський дурістю та приниженням. Це приниження для дітей, вважаючи, що вони спостерігатимуть за тим, як герої шоу надходять погано, і вважатимуть це санкцією надходити точно також самим. І це відбувається в середній школі, тобто йдеться про подорож не просто до коледжу або кар'єрі, але до особистості та власним переконанням, до пізнання ціни популярності, до вимушених компромісів між тим, що ми хочемо, і тим, що нам потрібно. | Праві лапки |

Серіал неодноразово піддавався критиці з боку ряду громадських діячів, які вважають відображення гомосексуальності занадто різким. Зокрема, після виходу 26 квітня 2011 року епізоду «Born This Way», центральною темою якого стало сексуальне самовизначення кількох студентів, в інтерв'ю для ABC News консервативний критик Ден Гейнор заявив, що для Раяна Мерфі це було «останньою розпусною ініціативою з просування своєї гомосексуальної тематики», а також доповнив: «Це погляд виключно Раяна Мерфі, а не більшої частини Америки, на те, як має проходити дорослішання. Це школа, в яку більша частина батьків не захоче віддавати своїх дітей». Після епізоду з першим поцілунком Курта Хаммела та Блейна Андерсона, в якому з'явилася американська актриса та захисниця прав ЛГБТ Кеті Гріффін в образі політика «типажу Сари Пейлін» та учасниці Чайної партії, Вікторія Джексон, колишня учасниця шоу Saturday Night Live і активний діяч консервативного Руху чаювання, висловила свою реакцію в колонці видання WorldNetDaily: «Ви бачили серію» Хора « на цьому тижні? Нудотно! <… > І крім того, проштовхуючи свої гей-речі в наші глотки, вони знову насміхаються над християнами. Цікаво, що у них на черзі? Ей, продюсери „ Хора“, що у вас на порядку денному ? Нікому не потрібна толерантність ?», — тим самим відзначивши негативну реакцію на серіал релігійної спільноти. Інший журналіст та консерватор, Ларрі О'Коннор, зазначив, що скоріше має значення не зображення персонажів-геїв як таких, а «нетерпимість та фанатизм творців», спрямований на розвиток цієї теми. Релігійне крило зачепило також використання композицій співачки Леді Гага, яка сама стає об'єктом критики; серіал присвятив їй два триб'ют-епізоду.
Оглядач журналу Variety БРаян Лоурі критично відгукнувся про перші епізодах шоу, підкресливши розвиток сюжету та корінь описуваних проблем, а також зазначив, що доросла частина акторського складу «надмірно схожа на блазнів, за винятком Джеймі Мейс». Хоча Лоурі похвалив акторську гру Кріса Колфера та Лії Мішель та окремі аспекти характеризації, він заявив, що талант шоу був розтрачений його ж невиразним настроєм, а сам серіал став «шоу-одноденкою». Однак після перегляду половини сезону Лоурі написав, що незважаючи на проблеми серіалу, його музичних номерів та акторів було достатньо, щоб утримати його біля екрану, і, попри ці недоліки, «телеефір збідніє з відходом» Хора "".
Джон Дойл з Globe and Mail покритикував процес створення серіалу, написавши, що в той час, як ранні епізоди було приємно дивитися, успіх шоу перетягнув увагу від основних персонажів та сюжету в бік запрошених знаменитостей та «розгубив свій початковий гумор».
Кілька епізодів другого сезону стали об'єктами скарг правозахисних товариств. Зокрема, епізоди «Britney/Brittany», де хористи під впливом анестезії галюцинує образами Брітні Спірс, «Blame It on the Alcohol», де студенти влаштовують вечірку, а Блейн Андерсон після алкогольного сп'яніння починає сумніватися у своїй сексуальній орієнтації, і епізод «Sexy», де порушується питання обізнаності школярів у питаннях сексуального виховання. Батьківським телевізійним радою епізоди були названі найгіршими у відповідній тижня показу через їх відвертого змісту, а серія «Sexy» також зазнала критики з боку організації по захисту дітей Kidscape, яка назвала «абсолютно недоречними» жарти про Гарі Гліттер. Альянс геїв і лесбійок проти дифамації висловилися проти використання терміна «tranny» для позначення транссексуалів в епізоді «The Rocky Horror Glee Show», визнавши його образливим. Епізод «The Substitute» був негативно оцінений Національним альянсом по психічних хвороб за некоректне зображення біполярного розладу. Тим не менш, позитивно була оцінена сюжетна лінія стосунків Курта Хаммела та Блейна Андерсона; кілька рецензентів відзначили, що «було радісно, нарешті, побачити Курта щасливим».

### Музика

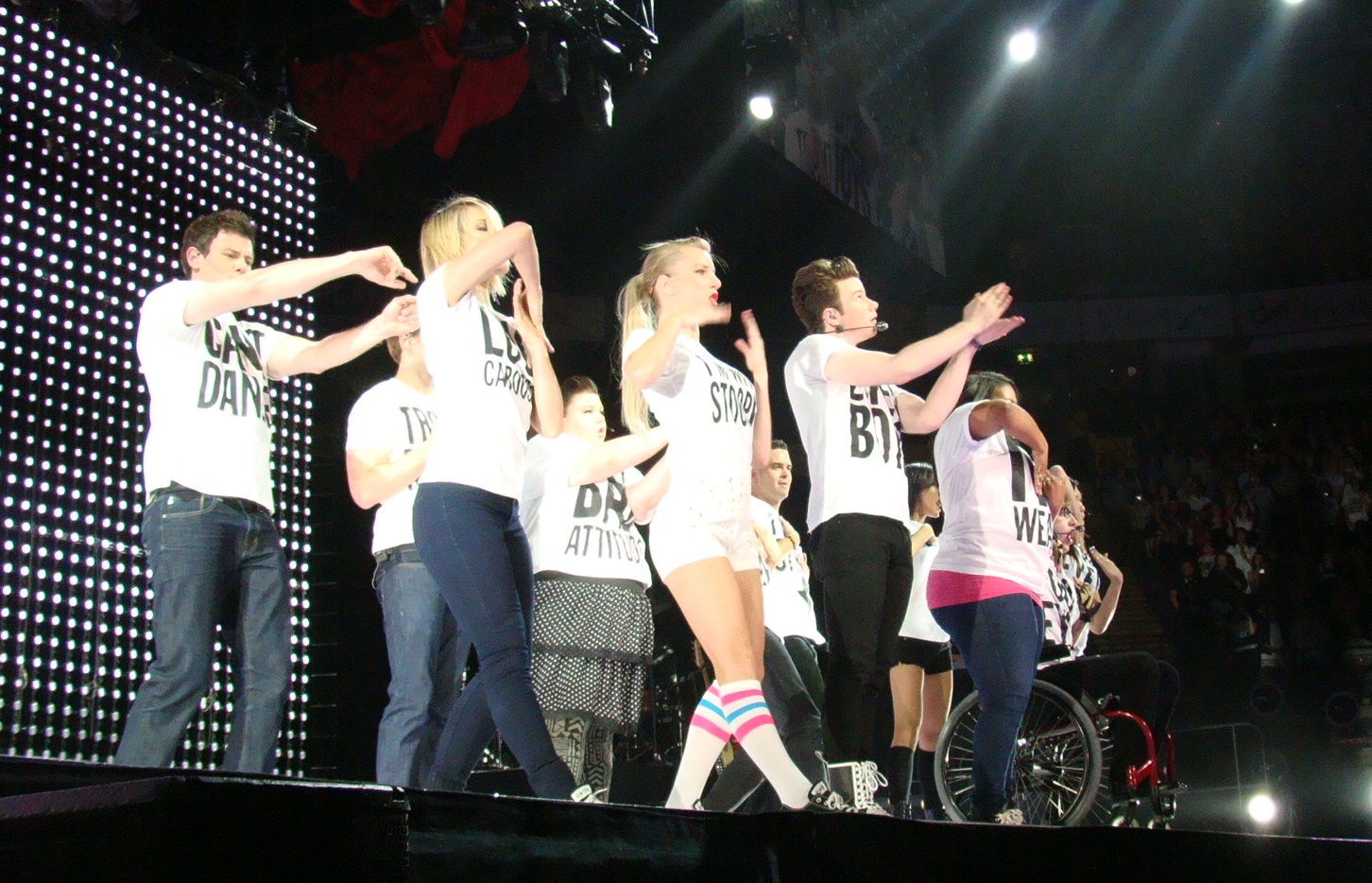
Виконання кавер-версії композиції «Born This Way» під час туру Glee Live! In Concert!

Всього в серіалі було виконано більше 300 кавер-версій та оригінальних пісень, з яких як сингли випущені більше 280. Музичні номери стали комерційно успішні: більше 42 мільйона копій синглів акторського складу «Хору» було продано за допомогою цифрової дистрибуції, і більше 12 мільйонів альбомів куплено у всьому світі. 2009 року 25 синглів артистів шоу потрапили в Billboard Hot 100, що стало найкращим результатом з того часу, як 1964 року там була присутня 31 пісня The Beatles. В 2010, значно перевершуючи попередній рекорд, в Billboard Hot 100 потрапили вже 80 синглів. У лютому 2011 року «Хор» перевершив Елвіса Преслі як артиста, велика частина пісень якого була в чарті Billboard Hot 100, хоча менше ніж одна четверта з них протрималася в чарті довше одного тижня. Композиції «Don 't Stop Believin'», виконаної артистами «Хору», був привласнений золотий статус 13 жовтня 2009 року із загальними цифровими продажами що перевищили 500 000 копій, а 16 березня 2011 — платиновий, коли продажі перевалили за мільйон. Кавер-версія пісні «Take A Bow» позитивно вплинула на продажі оригінальної версії співачки Ріанни, підвищивши їх на 189 % після того, як пісня була виконана в епізоді «Showmance».
Проте з боку критиків було також та засудження виконаних акторами пісень. Так, Джон Долан з журналу Rolling Stone зазначив, що Меттью Моррісон «не може вирватися з репетиції 98 Degrees», а Ендрю Ліхі з сайту Allmusic висловив думку, що Корі Монтейт та Діана Агрон «не можуть заспівати так само добре, як і їх колеги». Джоан Раян з E! Online критикував шоу за перепродюсований санудтрек і, зокрема, скаржився на те, що багато пісень надто покладаються на програми корекції висоти звуку, такі як Auto-Tune. «На кожний надто короткий момент, коли Ліа Мішель звучить грубо та приємно в „What a Girl Wants“ або коли Монтейт співає разюче правдоподібний REO Speedwagon в душі, обов'язково є Мішель та Монтейт, що звучать як Шер дев'яностих у „No Air“, або Монтейт, що звучить як Монтейт-XRZ-200 на внедушевой версії „ Can 't Fight This Feeling“».
Під час другого сезону Роб Шеффілд з Rolling Stone зазначив триб'ют-епізоди Брітні Спірс та мюзиклу The Rocky Horror Show як приклади випадків, коли він хвалив "хор"і вибір музики для шоу. Він віддав належне Мерфі за вибір та воскресіння «забутих» поп-пісень та порівняв унікальність шоу з «MTV в зеніті», як втілення поп-культури. У третьому сезоні серіал віддав честь Майклу Джексону, випустивши епізод «Michael», а також поставив власну версію мюзиклу «Вестсайдська історія».
Деякі артисти, включаючи Slash, Kings of Leon, Red Hot Chili Peppers і Foo Fighters, Відмовили у використанні своїх пісень у шоу, що засмутило творця Раяна Мерфі та навіть викликало словесні випади на адресу виконавців, пояснені тим, що заборона на використання музики у шоу був, на погляд Мерфі, поганим рішенням.

### Спільнота шанувальників
Для позначення фанатів «Хору» використовується слово «gleek» — контамінація слів «glee» (рос. хор) і «geek» (рос. схиблений). Після виходу епізоду «Furt» другого сезону, назва якого є комбінацією імен Фінна та Курта, шанувальники за аналогічною схемою почали позначати улюблену пару серіалу — Фінчел (Фінн + Рейчел), Бріттана (Бріттані + Сантана), Клейн (Курт + Блейн) та інші. «Хор» — одне з найчастіше згадуваних в мережі мікроблогів Twitter телевізійних шоу; також телеканал Fox влаштовував змагання «Biggest GLEEK», вимірюючи пов'язану з «Хором» активність фанатів у соціальних мережах, таких як Facebook та MySpace, і виявили, що зростання фендому перевершив науково-фантастичні серіали каналу. Перший мінітур акторського складу, що пройшов в музичних магазинах мережі Hot Topic, був названий «The Gleek Tour». Крім цього, прихильники серіалу створили безліч музичних номерів — триб'ютів шоу — і поширюють їх допомогою YouTube. Дотримуючись цієї тенденції, продюсери шоу включали інструментальні версії деяких пісень до саундтреку до нього.

### Рейтинги
| Сезон | Часовий проміжок (США, EST)                                                                      | Прем'єра сезону | Фінал сезону   | Телевізійний сезон | Місце | Глядачі (в мільйонах) |
| ----- | ------------------------------------------------------------------------------------------------ | --------------- | -------------- | ------------------ | ----- | --------------------- |
| 1     | середа 21:00 (2009) вівторок 21:00 (2010)                                                        | 19 травня 2009  | 8 червня 2010  | 2009 — 2010        | #33   | 9,77                  |
| 2     | вівторок 20:00 (2010—2011) неділя 22:38 (6 Новини за лютий 2011) вівторок 21:00 (24 травня 2011) | 21 вересня 2010 | 24 травня 2011 | 2010 — 2011        | #43   | 10,112                |
| 3     | вівторок 20:00 (2011—2012) вівторок 21:00 (22 травня 2012)                                       | 20 вересня 2011 | 22 травня 2012 | 2011-2012          | #56   | 8,71                  |
| 4     | четвер 21:00 (2012—2013)                                                                         | 13 вересня 2012 | весна 2013     | 2012-2013          | TBA   | TBA                   |

Пілотний епізод серіалу подивилися 9,62 млн глядачів, а кількість глядачів наступних серій коливалося між 6,10 млн і 7,65 млн, з 8,13 млн в середині сезону. У квітні 2010 року, після повернення з перерви, кількість проглянули епізод досягло на той момент рекордного для серіалу рівня в 13,66 млн, з наступними рейтингами з 11,49 млн за 12,98 млн, падінням до 8,99 млн в останньому епізоді «Funk» і з 11,07 млн станом на фінал сезону. У підсумку це дало «Хору» високий рейтинг станом на заключний епізод телевізійного сезону 2009—2010 року. При розрахунку середньої кількості глядачів були враховані лише перші двадцять серій, оскільки останні два вийшли вже після підбиття підсумків. Після матчу суперкубка 6 лютого 2011 року «Хор» досяг рекордної позначки за кількістю глядачів — 39,5 млн осіб.

### Нагороди
«Хор» отримав цілий ряд нагород та номінацій. 2009 року серіал завоював п'ять «Супутникових нагород»: «Найкращий телевізійний серіал — комедія або мюзикл», Мішель та Монтейт стали переможцями у категоріях «Найкращий актор» та «Найкраща актриса — комедія або мюзикл» відповідно, Джейн Лінч виграла в номінації «Найкраща актриса другого плану», а Крістін Ченовет стала найкращою в категорії «Спеціальна нагорода найкращому запрошеному акторові в серіалі». 2010 року шоу стало лауреатом премії «Золотий глобус» у категорії Найкращий телевізійний серіал — комедія або мюзикл, а Моррісон, Мішель і Лінч були номіновані як найкращі актори першого та другого планів. Серіал був номінований на дві нагороди Гільдії сценаристів США, в категоріях «Найкращий серіал» та «Найкращий новий серіал». Крім цього, «Хор» став переможцем у категорії «Найкращий акторський склад в комедійному телесеріалі» на 16 церемонії вручення нагороди Гільдії кіноакторів США, а Пепіс Барклі та Раян Мерфі отримали нагороди за найкращу режисуру телесеріалу від Гільдії режисерів Америки. У липні 2010 року серіал отримав 19 номінацій на премію «Еммі», включаючи категорії «Найкращий комедійний серіал», «Найкращий актор в комедійному серіалі» за гру Моррісона та «Найкраща актриса в комедійному серіалі» за гру Мішель, і виграв чотири з них, включаючи «Найкращий актриса другого плану в комедійному серіалі» за гру Лінч і «Найкращий запрошений актор в комедійному серіалі» за гру Ніла Патріка Харріса.
У 2010 і 2011 роках серіал був відзначений нагородами GLAAD Media Awards у номінації «Найкращий комедійний серіал». У січні 2011 року серіал знову став переможцем у категорії «Найкращий телесеріал — комедія або мюзикл» на церемонії вручення нагород «Золотий глобус», а актори Джейн Лінч і Кріс Колфер отримали премії як «Найкраща жіноча роль другого плану — мінісеріал, телесеріал або телефільм» і «Найкраща чоловіча роль другого плану — мінісеріал, телесеріал або телефільм» відповідно. У липні серіал отримав 12 номінацій на «Еммі». Акторський склад «Хору» був запрошений Мішель Обамою в Білий дім для виконання пісень під час традиційного пасхального катання яєць. У вересні 2011 року Гвінет Пелтроу за свою роль Холлі Холлідей була відзначена премією «Еммі» як «Найкраща запрошена актриса в комедійному телесеріалі», обійшовши інших актрис «Хору» — Дот Джонс, яка зіграла в серіалі тренера Шенон Бист, і Крістін Ченовет, яка зіграла Ейпріл Роудс. Серіал номінувався в категорії «Найкращий комедійний серіал», а Кріс Колфер — «Найкращий актор другого плану в комедійному телесеріалі», однак нагороди не отримав.

### Номінації
Премія Гільдії кіноакторів США:
- Найкращий акторський склад в комедійному серіалі

Премія «Золотий глобус»:
- Найкращий телевізійний серіал (комедія або мюзикл)

## Фільм

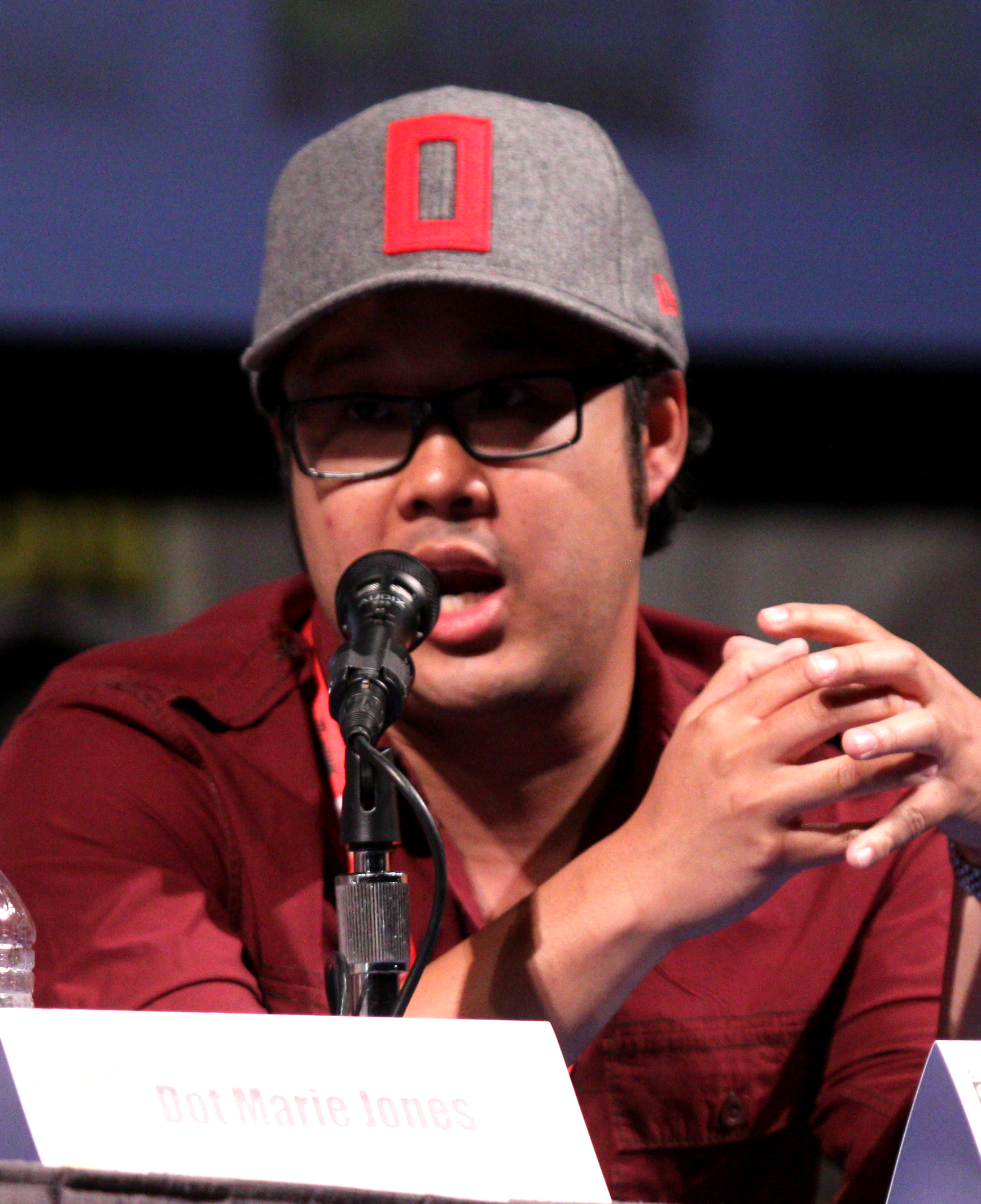
Кевін Танчароен, режисер концертного фільму «Хор: Живий концерт в 3D»

Заснований на чотиритижневе північноамериканському турі Glee Live! In Concert! , фільм"Хор: Живий концерт в 3D", де актори в образах своїх персонажів виконали композиції з серіалу, був випущений в США 12 червня 2011 року. Картина, режисером якої став Кевін Танчароен, крім виступів, включає в себе також закулісні зйомки і була доступна в обмеженому прокаті протягом двох тижнів. Фільм показує 1,5-часовий концерт хористів "Нових горизонтів"у Західному Рутерфорді, Нью-Джерсі, де герої виступають з композиціями першого та другого сезонів. Крім виступів, до фільму включені закадрові моменти, а також зйомки шанувальників, що показують, як серіал впливає на фанатів: гомосексуала, підлітка з синдромом Аспергера та учасницю команди підтримки, що комплексує через низький зріст.
Відгуки критиків про картину були змішаними. Сайт Metacritic виставив картині 48 балів з 100; на сайті Rotten Tomatoes рейтинг фільму становить 60 % з середньою оцінкою 5.7/10 на основі 84 рецензій, в яких, зокрема, згадувалося, що «У глядачів, незнайомих з серіалом, фільм викличе подив, в той час як шанувальники отримають саме те, що очікують». Фільм вийшов виключно у форматі 3D в 2040 кінотеатрах у всьому світі і в перший вихідний заробив $ 5,7 млн, що стало приблизно в два рази менше, ніж очікували творці. за два тижні прокату фільм зібрав $ 15, 298, 911 при бюджеті в $ 9 млн.

## Пов'язані проекти

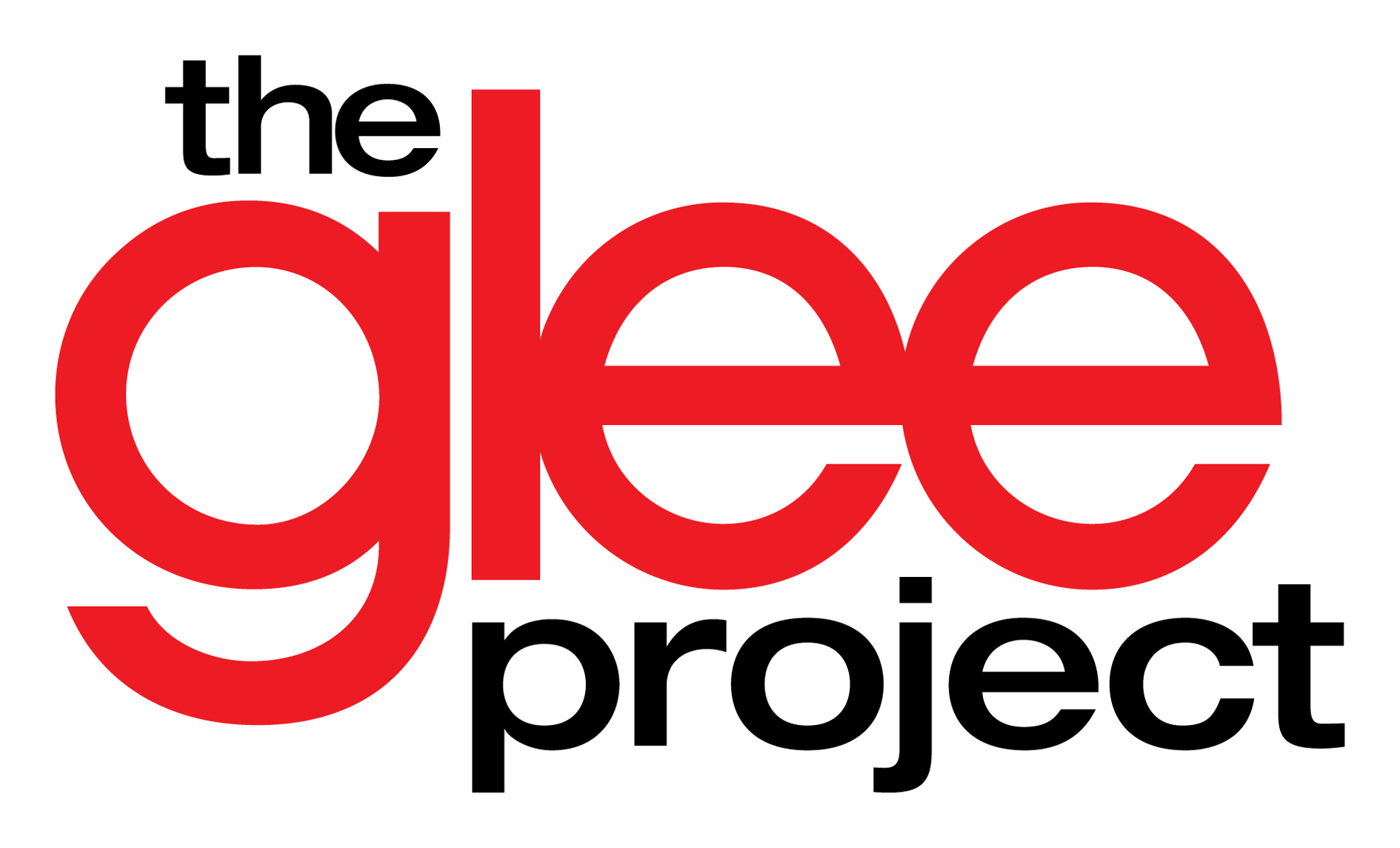
Логотип реаліті-шоу The Glee Project

У січні 2010 року було оголошено, що відбудеться відкрите прослуховування на три нові ролі, які з'являться в другому сезоні «Хору». Прослуховування було відкрито для професіоналів та аматорів від 16 до 26 років і було задумано як особливий багатосерійний телевізійний проект, який творці мали намір випустити як підвідний до прем'єри другого сезону восени 2010 року з оголошенням нових акторів у першому епізоді. Мерфі прокоментував: «Зараз у всіх і кожного є шанс потрапити в шоу про талановитих невдах. Ми хочемо бути першою інтерактивною музичною комедією на телебаченні». У червні 2010 року Джозеф Еделіен із журналу New York Magazine розповів, що реаліті-шоу не зрушиться з мертвої точки через бажання Мерфі сконцентруватися на основному серіалі та боязні, що сум'яття реаліті-шоу може завдати шкоди «Хору». Еделіен заявив, що попри це, кілька переможців будуть обрані та запрошені в серіал на принаймні один епізод. У червні 2010 було анонсовано, що телеканал Oxygen транслюватиме реаліті-серіал з червня 2011 року, в якому будуть виконавці, що змагаються за місце в «Хорі». Проект отримав назву The Glee Project та почав транслювався 12 червня 2011 року, а останній епізод був показаний 21 серпня 2011 року. Головний приз — поява в семи епізодах третього сезону «Хору» як запрошений актор — дістався двом учасникам, а два інших фіналіста отримали двоепізодні ролі.
7 червня 2010 року британська мовна телемережа Channel 4 початку показ Gleeful: The Real Show Choirs of America на своєму каналі E4. Документальний фільм висвітлював американський феномен шоу-хору, натхненний серіалом «Хор». Історія, розказана телеведучим Ніком Гримшоу, Веде за куліси справжніх хорових колективів та детально розповідає про знаменитих випускників шоу-хорів, таких як Ленс Басс, Ештон Кучер, Блейк Лайвлі і Енн Хетеуей. Проект був обраний виданням The Guardian та рекомендований до перегляду зі наступним коментарем: "Це захоплюючий погляд на реальне життя " Нових горизонтів «, і він не відстає від свого телевізійного прабатька». Люсі Менген відгукнулася про фільм позитивно, написавши: «Він, так чи інакше, змусить ваше серце розірватися», і додала: «Виходить, що» Хор « не просто божественно смішний, відполірований шматок ескапізму. Це cinéma vérité». Він був переглянутий 411 000 глядачів, що становить 2,3 % від загальної аудиторії мережі.
Влітку 2010 року Channel 5 у Великої Британії випустив в ефір Don't Stop Believing — шоу талантів, натхнена успіхом «Хору». шоу включало в себе живі виступи, в яких нові або вже досвідчені колективи змагалися один з одним, виконуючи добре відомі пісні в нових аранжуваннях, а переможці визначалися шляхом голосування телеглядачів. Підшукувалися також сольні виконавці з метою об'єднання з групами, щоб представити Велику Британію в Американській лізі хорових клубів. Оглядач Channel 5, Річард Вулф, висловився: «Зараз спостерігається сплеск в середовищі музичних колективів, і Don't Stop Believing виглядатиме доречно на цьому благодатному ґрунті». Ведучою шоу стала Емма Бантон, яка сказала виданню The Belfast Telegraph, що вона «велика фанатка» серіалу. Суддями шоу були колишня актриса британської мильної опери EastEnders Темсін Оусвейт, член групи Blue Дункан Джеймс, співачка Анастейша та хореограф фільмів серії «Класний мюзикл» Чарльз «Чакі» Клепоу.

## Показ в Україні
В Україні телесеріал «Хор» було показано на телеканалі «ТЕТ». Діалоги повністю озвучені закадровим озвученням, а пісні перекладені субтитрами.

## Українське закадрове озвучення

### Двоголосе закадрове озвучення студії «Стар-Майстер»
Ролі озвучували: Сергій Ладесов і Наталя Романько-Кисельова

### Багатоголосе закадрове озвучення студії «1+1»
Ролі озвучували: Андрій Твердак, Павло Скороходько, Олена Яблочна і Юлія Перенчук